# 龍田直樹
龍田直樹（日语：／ Tatsuta Naoki，1950年9月8日—），是日本男性配音员。舊藝名（音同本名）。

## 演出

### 電視動畫
- 机动武斗传G高达——罗马里奥
- 机动战士高达SEED——哈鲁巴顿提督
- 机动战士高达SEED DESTINY——哈鲁巴顿（回忆）
- 魔神英雄传、魔神英雄传2一一EX人(另加一大堆龙套角色)
- 新世纪GPX高智能方程式系列一一艾迪利·布兹博兹
- 游戏王GX——拿破仑教头
- 戰鬥裝甲Xabungle——普罗波比耶夫
- 圣战士登拜因——红·宛恰利
- 赏金猎人——尤里
- 银魂——柳生敏木斋
- 犬夜叉——鼬妖
- 橙路——八田一也
- 铁臂阿童木——骆彼达
- 樱桃小丸子——吾作、南
- 红头巾恰恰——高高
- 怪医黑杰克——可仁博士
- 机动新撰组 萌之剑——赤滑
- 银河旋风——哥拉塔诺助手
- RUNNING BOY 星之士兵的秘密——近藤
- 咕噜咕噜魔法阵 剧场版——莫可罗长老
- 安倍桥魔法商店街——今宫新
- 金田一少年事件簿——真木目仁、绿川总介
- GeGeGe鬼太郎——一反木绵、刷墙人
- 筋肉人2世——中野先生、明奇
- 做男人好辛苦——源公
- 怪物Q太郎——木佐
- 金鱼注意报——佐目
- 怪盗佐罗——阿加、宾特
- 奇天烈大百科——胖墩猩猩
- 胜负师哲也——店长、……
- 空想科学世界——江户子
- 哆啦A梦——骨川小夫（临时演出）
- 哆啦a梦2011剧场版：新·大雄与铁人兵团—展翅吧，天使们——副司令
- 蜡笔小新——上司
- CYBORG——横内直树、旁白
- 週刊故事樂園——定八
- 城市猎人——直也
- 少年山达大冒险——弗罗西
- 神八剑传——秋吉
- 爱骑士——经理
- 自爆君——石原莞爾
- 魔法少女拉拉貝爾——蓮根衫太郎
- 魔动王——巴布尔博士
- 中华一番——溫聲譽
- STOP！云雀君——高仓裕次郎
- 黑暗传说——亚瑟王、布鲁波特尔
- -影技-——库斗·左夫
- 真·女神转生☆光与暗——卡琐
- 超者莱汀——疾风之父、凯尔碧弟
- 超魔神英雄传——森达尔
- 钓鱼傻瓜日记——佐佐木和男
- Dr Slamp——亲戚、番长
- 勇者斗恶龙——妖魔司教萨博维拉
- 21世纪福星小子——亘素凯
- 热血最强——权藤大三郎
- HIGH SCHOOL！奇面组——大间仁
- 第九公主 如月女子学校棒球部——三田校长
- YAT安心！宇宙旅行——牛男
- 勇者指令——监制
- 寶可夢——二篠森
- Trigun——贞普拉
- 魔羯公——匹蒂肯父
- 黑贼窝——波克汀
- 爆烈猎人——苏可牙汗
- 哈里路亚BOY——影野
- 美女和野兽——羽根宾
- 金属战士MIKU——芝野幸三
- 幽幻怪社——石蔷薇由二郎
- 妖世纪水浒传-魔星降临-——天本恭一
- 名侦探柯南——田畑胜男、沼渊贵一郎
- MASTER KEATON——三上
- POWER STONE——文堂师父
- 星之卡比——艾司卡尔根
- 美少女战士——皮耶罗
- 魔法之星——托波
- ONE PIECE ——“匪帮”贝基、東吉特
- 奥特曼公司——巴尔坦君
- keroro军曹——宇宙象鼻虫
- 魔人侦探食脑奈罗——雾原真一郎
- 麵包超人——老爺爺、男1、國中生
- 奇天烈大百科——熊田薰（中后期）、綿雨爺爺、蝦蟇口蛇
- 佩琳物語——加布里耶爾
- 魔法之星愛美——德仔
- 忍者亂太郎——爺爺
- 花田少年史——小桂的父親
- 新怪博士與機器娃娃——番長
- 動物偵探奇魯米——大關正隆

1977年
- 一休和尚

1979年
- 銀河鐵道999（原始人B）

1981年
- 怪物王子（德古拉Jr.）

1986年
- 七龙珠（乌龙）

1987年
- 聖鬥士星矢（賈米安）

1989年
- 麵包超人（大熱狗〈第1代〉、水飴糖大叔〈第1代〉、釜口蛇、清脆茶泡飯先生〈第1代〉、蛀牙菌人〈第2代〉）
- 七龙珠Z（乌龙）
- 超能力魔美（強迫卿／中村）

1990年
- 貓黨忍傳（幻成齋、白河玄米、道場救幻右衛門、千葉琦玉之介、東仙坊3號、史黛西4號）

1992年
- 小小男子漢（老大）

1996年
- 七龍珠GT（綁架犯大哥）

2004年
- 鼻毛真拳（磁鐵N&Ns）
- 完美超人Joe（黑色玩具箱）

2006年
- 王牌酒保（沖田教授）
- 結界師（腦男）

2007年
- 怪怪怪的鬼太郎（第五作）（子泣爺爺、塗壁）

2008年
- 我家有個狐仙大人（清麻呂）

2009年
- 七龙珠改（乌龙、比比狄）
- 新哆啦A夢（列車長、權助）

2011年
- 惡魔奶爸（石獅子）

2015年
- 银魂°（柳生敏木齋）
- 龙珠超（乌龙、界王、旁白※第12话-第131话、玛盖塔）

2016年
- 魔法使 光之美少女！（拉布）

2017年
- 正確的卡多（刑部一德）

2018年
- 鬼燈的冷徹 第貳期 其之貳（滑頭鬼）
- GeGeGe鬼太郎第6期（油須磨）

2019年
- 屁屁偵探（獨角仙宮伯爵）

2020年
- 成群結伴！西頓學園（天野カロリス）
- 聽我的電波吧（加工豚）

2021年
- 天地創造設計部（神明）
- 半妖的夜叉姬（刀刀齋）
- 數碼寶貝大冒險：（垃圾桶獸）
- 平穩世代的韋馱天們（巴克特）
- 半妖的夜叉姬 貳之章（刀刀齋）

2022年
- 數碼寶貝幽靈遊戲（顯示屏獸、蘑菇獸）
- 福星小子（第2作）（先代長老）

2023年
- 久保同學不放過我（雲仙老師[1]）
- 異世界悠閒農家（麥可[2]）
- 殭屍100～在成為殭屍前要做的100件事～（管理員殭屍）

### 劇場版動畫
- 劇場版綠野仙蹤（亨利大叔）
- 哆啦A夢劇場版

- 大雄的宇宙開拓史（國中生A）
- 大雄與動物星球（烏鴉）
- 新·大雄與鐵人兵團（副司令官）
- 大雄與奇跡之島（權助）
- 大雄的秘密道具博物館（權助）

- 鬼太郎劇場版

- 鬼太郎 日本爆裂！！（哇哇爺、水泥牆）

- 龙猫（貓巴士）
- 蠟筆小新：黃金間諜大作戰（研究員）

### 特摄作品
- 《什麼都想要的塔可拉》
- 《奥特银河 大怪兽格斗 永不结束的奥德赛》——分身宇宙人嘎次星人（RB）

### 游戏作品
- 《大怪兽格斗 奥特怪兽》——分身宇宙人嘎次星人（RB）
- 《怪怪怪的鬼太郎 (PlayStation)》——塗壁、一反木綿、鏡爺爺
- 《怪怪怪的鬼太郎 妖怪大運動會》——子泣爺爺
- 《龙珠系列》——乌龙、玛盖塔、界王※从《超级七龙珠群雄》开始

### 外語配音

#### 電影
- 怪醫杜立德（天竺鼠羅德尼）※影碟版。
- 初吻
- 樂一通反斗特攻隊（波基豬）
- 金剛戰士電影版（英语：Mighty Morphin Power Rangers: The Movie）（Alpha 5（英语：Alpha 5 (Power Rangers)））
- 南方之歌（布雷爾兔（英语：Br'er Rabbit））※BVHE版。
- 怪物奇兵（波基豬）
- 忍者龜（米開朗基羅）※富士電視台版。
- 夜魔水晶（英语：The Dark Crystal）（斯凱克部落武士軍官〈巴里·丹南（英语：Barry Dennen）〉）※BD版。
- 布偶占領曼哈頓（英语：The Muppets Take Manhattan）（速克達（英语：Scooter (Muppet)））※CBS／FOX（英语：20th Century Studios Home Entertainmen）版。
- 槍神（英语：The Shootist）（摩西〈史卡特曼·克洛瑟斯（英语：Scatman Crothers）〉）※富士電視台版。

#### 電視影集
- 恐龍家族（席德）
- 吉姆·亨森時間（英语：The Jim Henson Hour）（迪基特）

#### 動畫
- 大力士（英语：Hercules (1998 TV series)）（克里昂）
- 米老鼠與唐老鴨

## 腳註

## 外部連結
- 龍田直樹｜青二Production （日語）
- （日語）—龍田直樹的官方個人部落格。